# أندي هيدلاند
أندي هيدلاند (بالإنجليزية: Andy Hedlund)‏ هو لاعب هوكي الجليد أمريكي، ولد في 16 مايو 1978 في أوسيو في الولايات المتحدة.

## وصلات خارجية
- أندي هيدلاند على موقع دوري الهوكي الوطني (الإنجليزية)
- أندي هيدلاند على موقع EliteProspects.com (الإنجليزية)
- أندي هيدلاند على موقع Eurohockey.com (الإنجليزية)
- أندي هيدلاند على موقع HockeyDB.com (الإنجليزية)